# Мурен (аеропорт)
Аеропорт Мурен розташовано у місті Мурен, яке є центром аймаку Хувсгел, Монголія, він знаходиться на висоті 1302 метри над рівнем моря. Від центра міста до аеропорту – 5 км. 

## Основні характеристики
Аеропорт має дві смуги перша асфальтобетонна довжиною 3000 метрів та шириною 50 метрів, друга трав'яна довжиною 2000 метрів та шириною 40 метрів. Найближчі аеропорти – Іркутськ, Ангарськ та Ерденет.

## Історія
Аеропорт було засновано у часи МНР як радянський військовий аеродром. Після розпаду СРСР аеропорт отримав статус цивільного.

## Сучасний стан
8 листопада 2010 аеропорт отримав сертифікат від Управління стандартизації та вимірювань Монголії на впровадження системи управління стандарту ISO-9001-2008. 2010 року почалися роботи із розширення будівлі аеропорту з метою підвищити обсяги обслуговування до 150 людей на годину, також почались роботи із зміцнення злітної смуги що дозволить приймати літаки класу Боїнг 737.

## Авіакомпанії та напрямки
В аеропорту працює три монгольські авіакомпанії: Aero Mongolia, MIAT Mongolian Airlines та Eznis Airways, однак всі обслуговують рейси до Улан-Батора. У 2010 році пасажиропотік в аеропорту склав 13000 чоловік.

## Цікаві факти
Поруч з аеропортом знаходиться пам'ятник Хайнзангійну Геленху – відомій в Монголії особистості, який здійснив політ на саморобних крилах. 

## Ресурси Інтернету
- world airport codes [Архівовано 1 грудня 2020 у Wayback Machine.] Khovd
- world aero data [Архівовано 26 серпня 2014 у Wayback Machine.] Khovd